# Aleksander Kakowski

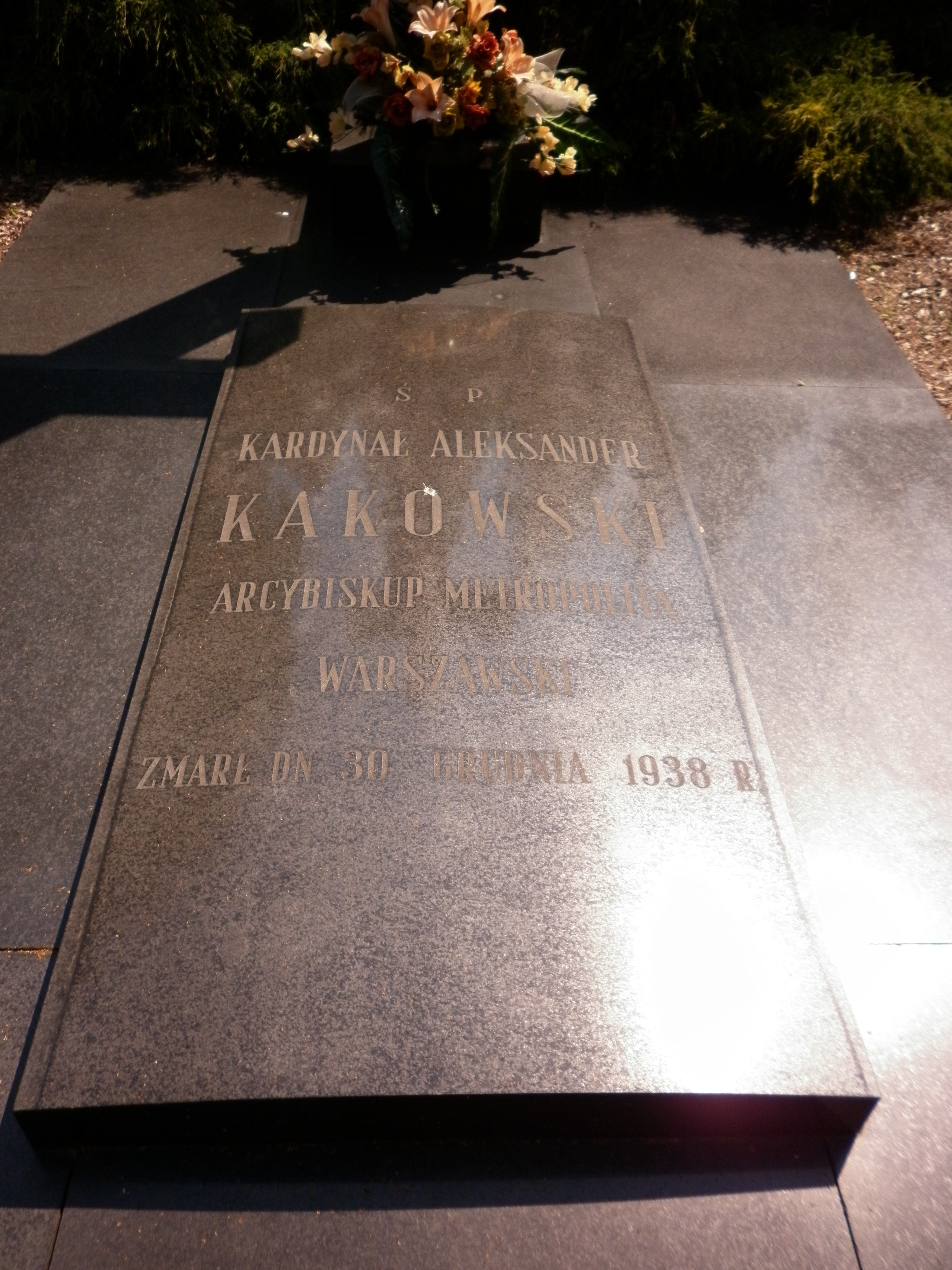
Tomba del cardinale Kakowski

Aleksander Kakowski (Dębiny, 5 febbraio 1862 – Varsavia, 30 dicembre 1938) è stato un cardinale e arcivescovo cattolico polacco.

## Biografia
Nacque a Dębiny, nel distretto di Przasnysz, il 5 febbraio 1862 da Franciszek Kakowski e Paulina Ossowska.
Fu eletto e consacrato arcivescovo di Varsavia nel 1913.
Insieme con il principe Lubomirski e con Ostrowski, fu uno dei tre membri del consiglio di reggenza dello Stato Polacco, installato nel 1917 a Varsavia dagli imperi centrali. Nel 1918 rimise il potere nelle mani del maresciallo Józef Piłsudski.
Il 28 ottobre 1919, nella cattedrale di Varsavia, consacrò arcivescovo Achille Ratti (poi papa con il nome di Pio XI), all'epoca nunzio apostolico in Polonia.
Papa Benedetto XV lo elevò al rango di cardinale nel concistoro del 15 dicembre 1919; ricevette il titolo di Sant'Agostino.
Morì il 30 dicembre 1938 all'età di 76 anni.

## Genealogia episcopale e successione apostolica
La genealogia episcopale è:
- Cardinale Scipione Rebiba
- Cardinale Giulio Antonio Santori
- Cardinale Girolamo Bernerio, O.P.
- Vescovo Claudio Rangoni
- Arcivescovo Wawrzyniec Gembicki
- Arcivescovo Jan Wężyk
- Vescovo Piotr Gembicki
- Vescovo Jan Gembicki
- Vescovo Bonawentura Madaliński
- Vescovo Jan Małachowski
- Arcivescovo Stanisław Szembek
- Vescovo Felicjan Konstanty Szaniawski
- Vescovo Andrzej Stanisław Załuski
- Arcivescovo Adam Ignacy Komorowski
- Arcivescovo Władysław Aleksander Łubieński
- Vescovo Andrzej Stanisław Młodziejowski
- Arcivescovo Kasper Kazimierz Cieciszowski
- Vescovo Franciszek Borgiasz Mackiewicz
- Vescovo Michał Piwnicki
- Arcivescovo Ignacy Ludwik Pawłowski
- Arcivescovo Kazimierz Roch Dmochowski
- Arcivescovo Wacław Żyliński
- Vescovo Aleksander Kazimierz Bereśniewicz
- Arcivescovo Szymon Marcin Kozłowski
- Vescovo Mečislovas Leonardas Paliulionis
- Arcivescovo Bolesław Hieronim Kłopotowski
- Arcivescovo Jerzy Józef Elizeusz Szembek
- Vescovo Stanisław Kazimierz Zdzitowiecki
- Cardinale Aleksander Kakowski

La successione apostolica è:
- Vescovo Zygmunt Konstanty Antoni Łoziński (1918)
- Vescovo Henryk Ignacy Przeździecki (1918)
- Vescovo Marian Leon Fulman (1918)
- Arcivescovo Stanisław Gall (1918)
- Arcivescovo Romuald Jałbrzykowski (1918)
- Vescovo Czesław Sokołowski (1919)
- Papa Pio XI (1919)
- Vescovo Wincenty Tymieniecki (1921)
- Vescovo Władysław Maskyimilian Szcześniak (1925)
- Cardinale August Hlond, S.D.B. (1926)
- Vescovo Kazimierz Tomczak (1927)
- Arcivescovo Antoni Władysław Szlagowski (1928)
- Arcivescovo Włodzimierz Bronisław Jasiński (1930)
- Vescovo Jan Kanty Lorek, C.M. (1936)